# Ernst von Grünigen
Ernst von Grünigen (ur. 23 marca 1950, zm. w czerwcu 1992 w Rougemont) – szwajcarski skoczek narciarski, reprezentant klubu SC Gstaad, olimpijczyk z 1972 i 1976.
Siedmiokrotnie uczestniczył w Turnieju Czterech Skoczni. Najwyższe miejsce w klasyfikacji generalnej zajął w sezonie 1975/1976, kiedy był osiemnasty. W drugim z czterech konkursów turnieju zajął 6. miejsce, czym uzyskał najlepszy rezultat w pojedynczych zawodach TCS. W tym samym sezonie uczestniczył w igrzyskach olimpijskich w Innsbrucku, gdzie w pierwszym konkursie uplasował się na 5. pozycji, tracąc do brązowego medalisty 3,7 pkt.
Jego ostatnim sezonem międzynarodowych startów był sezon 1976/1977, po którym prawdopodobnie zakończył karierę.

## Igrzyska olimpijskie
- Indywidualnie
  - 1972  Sapporo – 16. miejsce (normalna skocznia), 44. miejsce (duża skocznia)
  - 1976  Innsbruck – 5. miejsce (normalna skocznia), 23. miejsce (duża skocznia)

## Mistrzostwa świata
- Indywidualnie
  - 1974  Falun – 43. miejsce (normalna skocznia)

## Turniej Czterech Skoczni

### Miejsca w klasyfikacji generalnej
- 1970/1971 – 54.
- 1971/1972 – 43.
- 1972/1973 – 63.
- 1973/1974 – 42.
- 1974/1975 – 20.
- 1975/1976 – 18.
- 1976/1977 – 35.

## Turniej Szwajcarski

### Miejsca w klasyfikacji generalnej
- 1969 – brak danych
- 1971 – 30.
- 1973 – 18.
- 1975 – 6.
- 1977 – 3.